# José Luis Abadín
José Luis Abadín (* 13. März 1987 in Ourense) ist ein spanischer Automobilrennfahrer. Er trat 2011 und 2012 in der Formel 2 an.

## Karriere
Abadín begann seine Motorsportkarriere 2000 im Kartsport. 2006 debütierte er in der Formel Master Junior im Formelsport. Nachdem er in seiner Debütsaison den elften Gesamtrang belegt hatte, wurde er 2007 Dritter in der Meisterschaft. 2008 wechselte Abadín in die spanische Formel-3-Meisterschaft zum Novo Team ECA. Er nahm nur an den ersten sechs Rennwochenenden teil und blieb ohne Punkte. 2009 wechselte er innerhalb der Meisterschaft, die ab dieser Saison European F3 Open hieß, zu Drivex und nahm an sechs von acht Rennwochenenden teil. Während sein Teamkollege Celso Míguez Vizemeister wurde, belegte Abadín mit einem sechsten Platz als bestes Resultat den 15. Gesamtrang. Da er ein älteres Fahrzeug fuhr, war er auch in der Copa-Wertung punkteberechtigt. Er gewann diese Wertung bei drei Rennen und schloss die Saison auf dem dritten Platz dieser Wertung ab. 2010 bestritt Abadín für Drivex seine dritte Saison in der European F3 Open. Er startete zu fünf von acht Rennwochenenden und beendete die Saison mit einem zweiten Platz als bestes Resultat auf dem siebten Platz in der Meisterschaft.
2011 wechselte Abadín in die FIA-Formel-2-Meisterschaft. Zu drei Veranstaltungen trat er nicht an. Am Saisonende belegte er den 22. Gesamtrang. 2012 blieb Abadín in der Formel 2 und nahm am Saisonauftakt teil.

## Karrierestationen
| - 2000–2005: Kartsport - 2006: Formel Master Junior (Platz 11) - 2007: Formel Master Junior (Platz 3) | - 2008: Spanische Formel 3 - 2009: European F3 Open (Platz 15) - 2010: European F3 Open (Platz 7) | - 2011: Formel 2 (Platz 22) - 2012: Formel 2 (Platz 22) |